# Оберволфах
Оберволфах (њем. Oberwolfach) општина је у њемачкој савезној држави Баден-Виртемберг. Једно је од 51 општинског средишта округа Ортенау. Према процјени из 2010. у општини је живјело 2.763 становника. Посједује регионалну шифру (AGS) 8317093.

## Географски и демографски подаци
Оберволфах се налази у савезној држави Баден-Виртемберг у округу Ортенау. Општина се налази на надморској висини од 323 метра. Површина општине износи 51,3 km². У самом мјесту је, према процјени из 2010. године, живјело 2.763 становника. Просјечна густина становништва износи 54 становника/km².

## Међународна сарадња
| Мјесто      | Држава     | Врста сарадње | Од    |
| ----------- | ---------- | ------------- | ----- |
|             | Француска  | партнерство   | 1965. |
|             | САД        | партнерство   | 1989. |
|             | Француска  | партнерство   | 1984. |
| Кројцлинген | Швајцарска | контакт       | 1947. |
| Извор       |            |               |       |